# Monument du souvenir (Bagneux)
Pour les articles homonymes, voir Monument du souvenir.
Le monument du souvenir ou colonne du souvenir est un monument dans le cimetière parisien de Bagneux, en France.

## Situation et accès
Le monument se dresse au centre d'un carrefour circulaire, à l'intersection de l'avenue Principale et de l'avenue des Érables-Pourpres, soit entre les 20e (partie du carré militaire), 21e, 14e et 13e divisions, dans le cimetière parisien de Bagneux, au nord de la commune de Bagneux et plus largement au sud-est du département des Hauts-de-Seine.

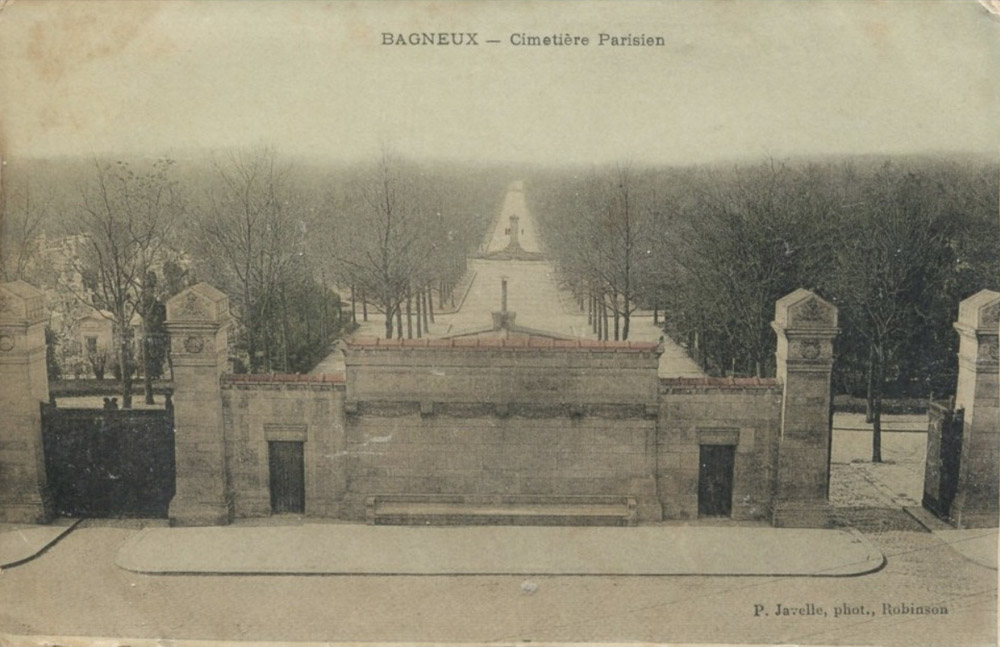
Carte postale représentant l'entrée et l'avenue Principale avec le monument du Souvenir au loin.

## Histoire

### Édification
Cette colonne est un modèle de l'architecte français Jean Camille Formigé (1845-1926), également auteur de plusieurs autres monuments similaires au cimetière du Père-Lachaise. Elle a été érigée par la Ville de Paris, « à la mémoire des soldats morts pour la patrie » et « ceux de l'Année terrible », que l'on complète par la suite par « ceux qui les ont suivis dans la tombe au cours de la grande guerre de revanche »,.

### Commémorations
De nombreuses cérémonies commémoratives se déroulent au pied du monument, notamment lors des cérémonies de la Toussaint. Durant ces dernières, il arrive qu'on drape la colonne d'un chapeau tricolore, qu'on la plastorne d'un écusson au blason de Paris et qu'on orne le rond-point de fleurs et de guirlandes,.

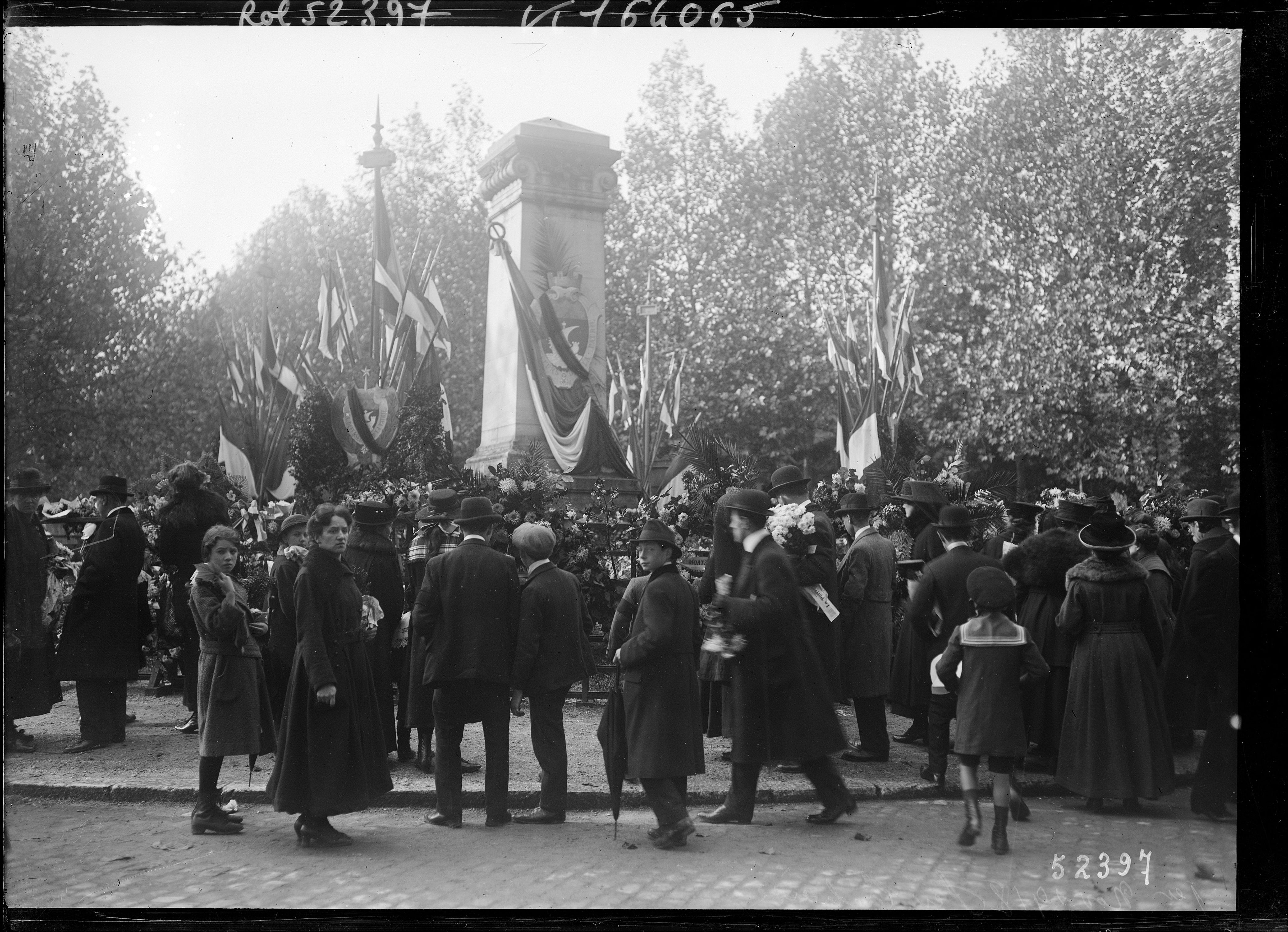
Toussaint en 1918.
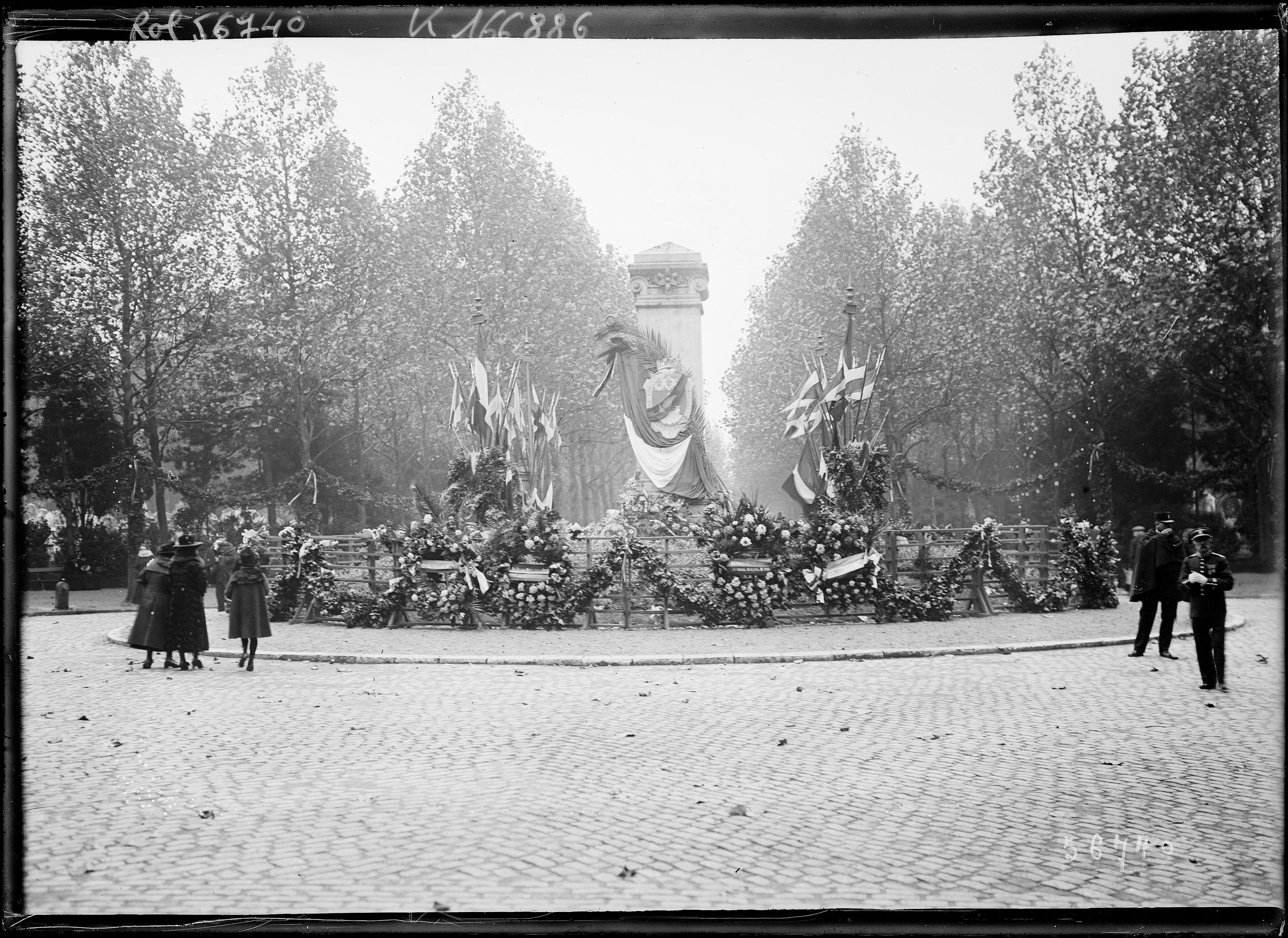
Toussaint en 1919.
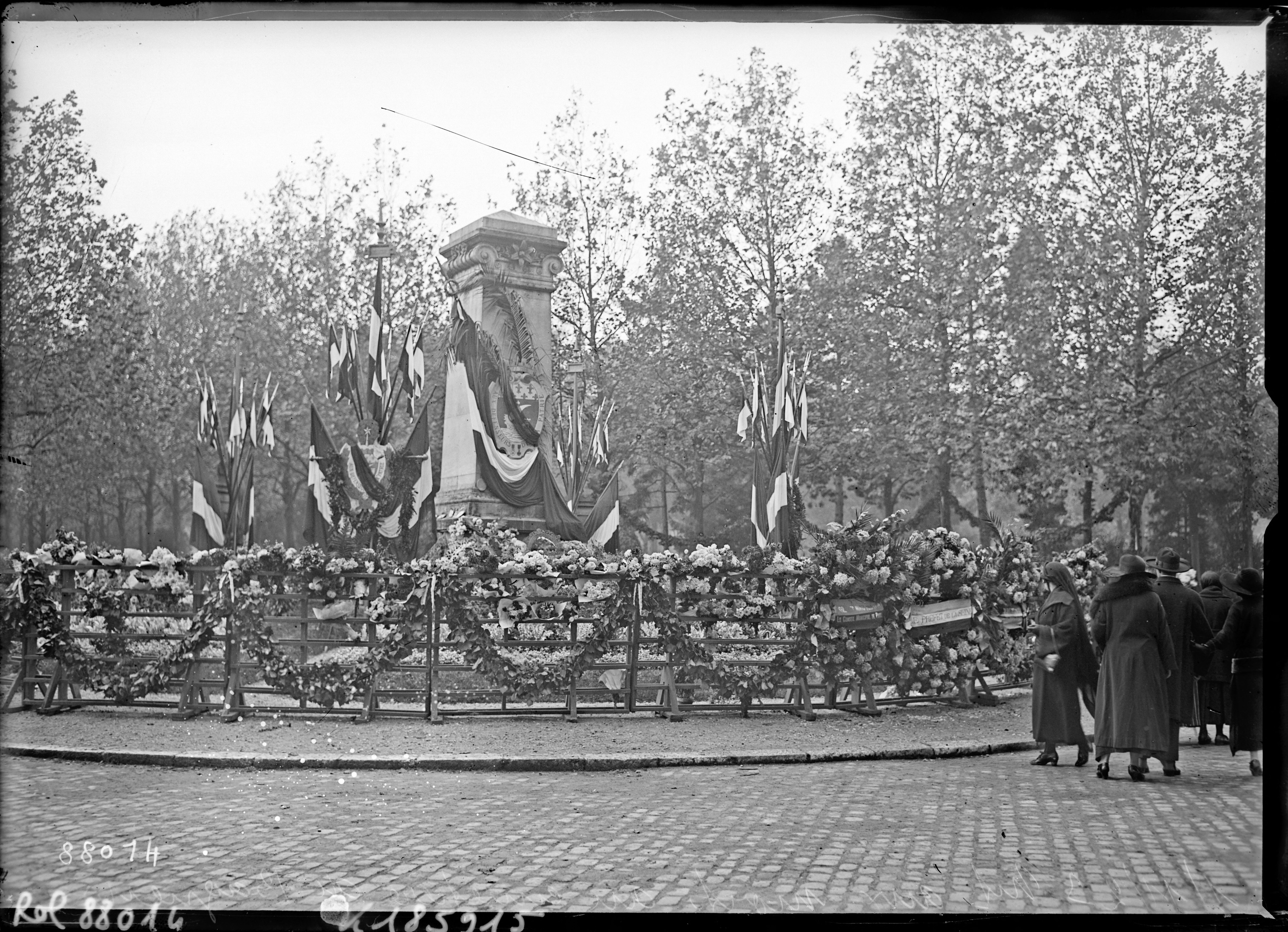
Toussaint en 1923.
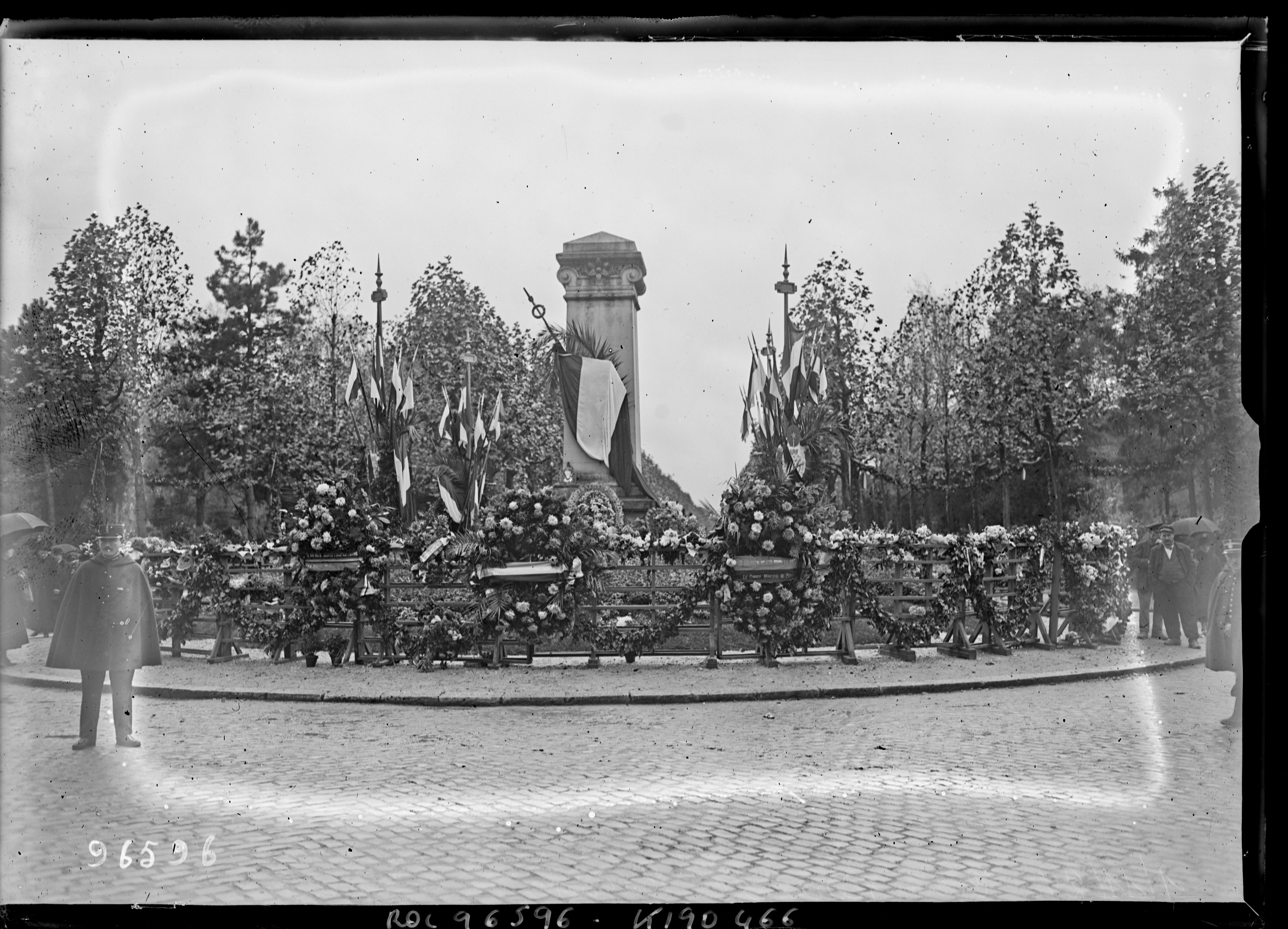
Toussaint en 1924.
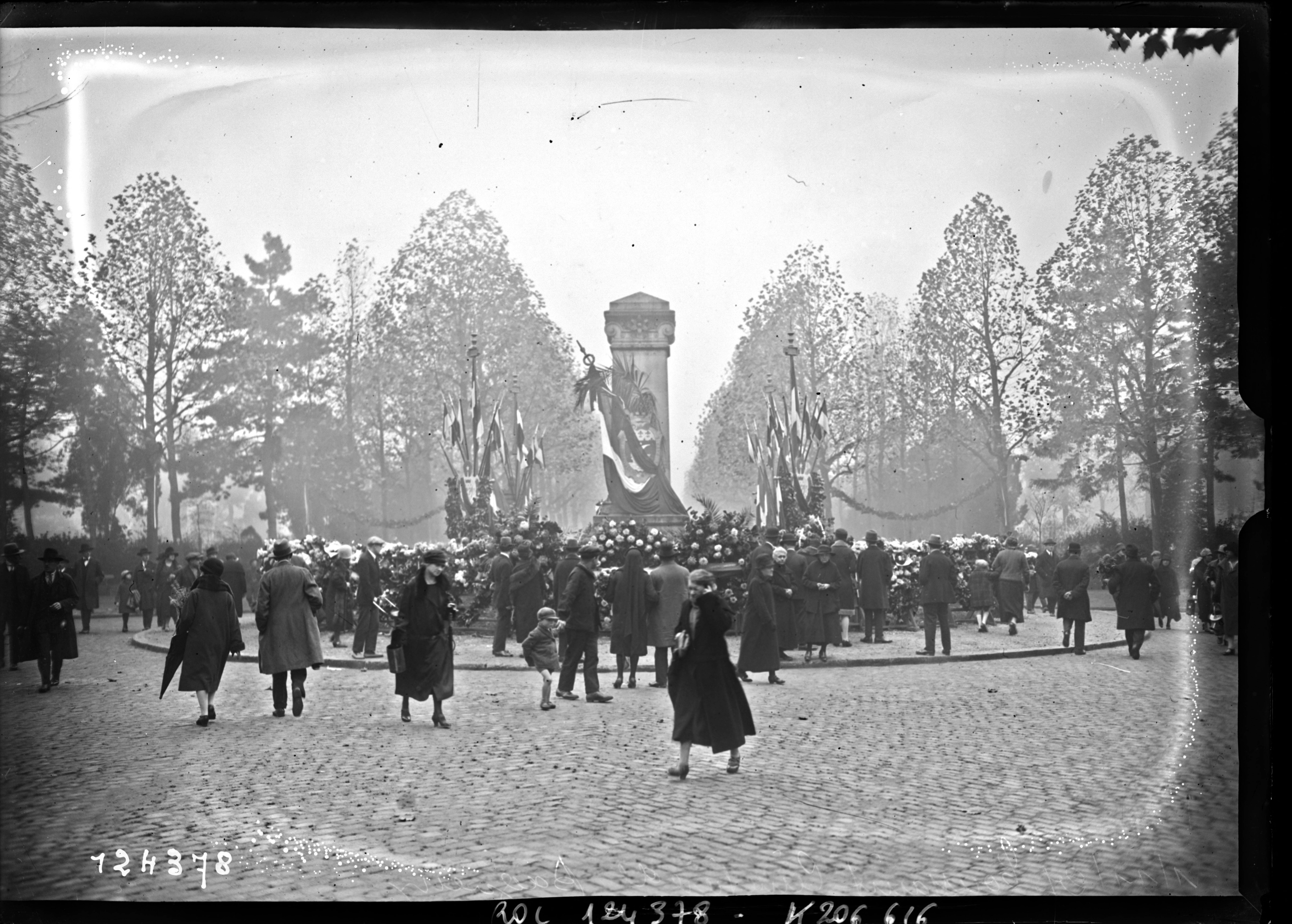
Toussaint en 1927.

Certaines cérémonies se font également en présence du président de la République, comme en 1920 où Alexandre Millerand vient déposer une couronne de palmes vertes parée d'un ruban tricolore.

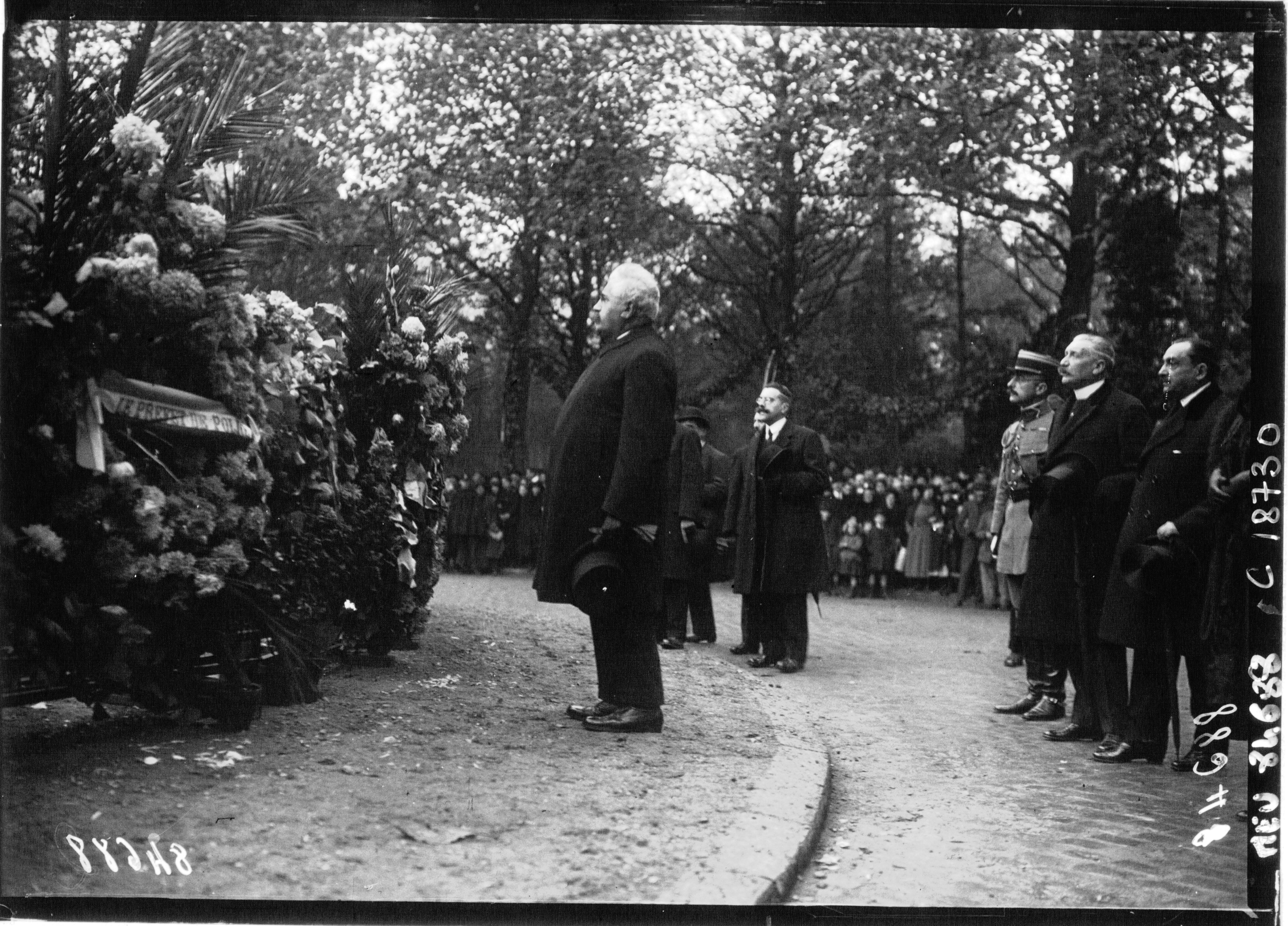
Alexandre Millerand se recueillant devant le monument lors de la Toussaint en 1920.

## Structure
La colonne repose sur une base à plusieurs moulures. Son fût monolithique se distingue par quatre côtés et comporte plusieurs feuilles sculptées. Elle finit sur un chapiteau à deux volutes, entre lesquels se place un haut-relief de fleur à six pétales, surmonté par une pointe pyramidale.